# 周奕丞
周奕丞（1997年11月6日—），為台灣棒球選手，曾效力於中華職棒富邦悍將，守備位置為二壘手、三壘手。於2020年季中選秀中被富邦悍將以第九輪第四十六順位選進，2021與2022年在富邦二軍出賽共44場，總計71打數敲出13支安打、2次盜壘成功，但沒有在一軍出賽。由於曾在日本留學，多次在國際賽事擔任日語翻譯，2022年12月起轉任富邦悍將翻譯。

## 經歷
- 臺北市福林國小足球隊
- 臺北市福林國小少棒隊
- 臺北市立重慶國民中學青少棒隊
- 日本福岡縣福岡第一高等學校
- Cal Ripken Collegiate Baseball League（卡爾·瑞普肯大學棒球聯盟）－Silver Spring-Takoma Thunderbolts（銀泉塔可瑪雷電）
- 臺中市國立臺灣體育運動大學棒球隊（富邦公牛）
- Cal Ripken Collegiate Baseball League（卡爾·瑞普肯大學棒球聯盟）－Rockville Express（羅克維爾特快車）
- 臺東縣國立臺東大學棒球隊
- 中華職棒富邦悍將（2020年9月11日－2022年12月9日）

## 職棒生涯成績
| 年度 | 球隊     | 出賽 | 打數 | 安打 | 全壘打 | 打點 | 盜壘 | 四死 | 三振 | 壘打數 | 雙殺打 | 打擊率 | 上壘率 | 長打率 | OPS |
| ---- | -------- | ---- | ---- | ---- | ------ | ---- | ---- | ---- | ---- | ------ | ------ | ------ | ------ | ------ | --- |
| 2021 | 富邦悍將 | －   | －   | －   | －     | －   | －   | －   | －   | －     | －     | －     | －     | －     | －  |
| 合計 | 1年      | －   | －   | －   | －     | －   | －   | －   | －   | －     | －     | －     | －     | －     | －  |

## 外部連結
- 周奕丞在台灣棒球維基館上的頁面（繁體中文）